# Энжальбер, Жан Антуан
Жан Антуан Энжальбер (фр. Jean-Antoine Injalbert; 20 февраля 1845, Безье, департамент Эро — 20 января 1933, Париж) — французский скульптор, педагог.

## Биография
Сын каменщика. Художественное образование получил в Высшей школе изящных искусств под руководством Огюста Дюмона. Творчество Энжальбера отмечено влиянием Пьера Пюже, Жана-Батиста Карпо и представителя натуралистической школы Жюля Далу.
В 1874 году за свою скульптуру удостоен Римской премии.

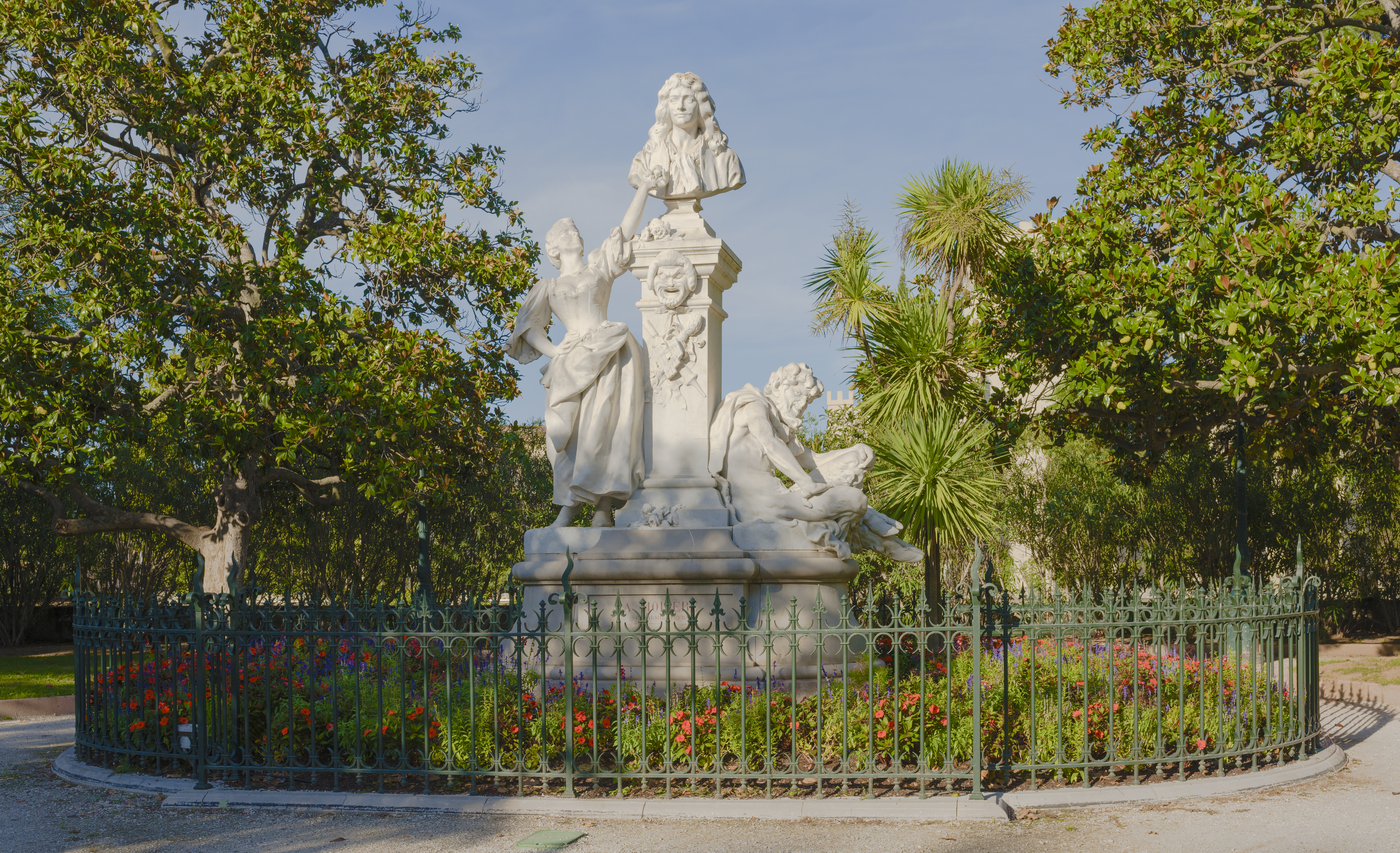
Памятник Мольеру в Пезенасе

На всемирной выставке в Париже в 1889 году награждён Гран-при среди скульпторов, а на Всемирной выставке (1900) был членом жюри.
В 1905 году стал членом Института Франции (Академии изящных искусств Франции), а в 1910 году — командором Ордена Почётного легиона.
С 1915 года преподавал в Академии Коларосси и Школе изящных искусств. Среди его учеников — Франтишек Билек, Глеб Дерюжинский, Эдвард Маккартан, Димитрие Пачуреа, Хелен фон Бекерат и Авард Фэрбенкс.

## Творчество

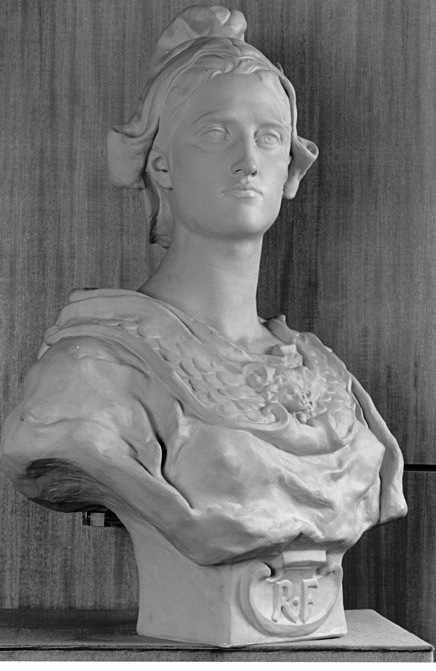
Бюст Марианны

Автор знаменитых аллегорических скульптур на мосту Мирабо в Париже, ряда известных статуй, в том числе статуи Гиппомена в Люксембургском саду и многочисленных памятников, созданных в его родном городе Безье.
Первой заметной работой скульптора стал тимпан часовни Доброго Пастыря в Безье.
Символ Французской республики — бюст Марианны, созданный им в 1889 году к столетию французской революции, был одним из самых популярных в конце XIX — начале XX века.
Многие работы скульптора хранятся в музее изобразительных искусств Безье.

## Избранные работы
- Памятник Мольеру в Пезенасе (1897)
- Распятие в Реймсском соборе (1898)
- Аллегорические скульптуры «Бордо» и «Тулуза» на железнодорожном вокзале города Тур
- Тимпан с аллегорией Парижа, окруженного музами (около 1900, Малый дворец (Париж))
- Памятник павшим в годы Первой мировой войны в г. Курнонтерраль
- Памятник Огюсту Конту (1902, Париж, площадь Сорбонны)
- Статуя Мирабо (Пантеон (Париж))
- Памятник Сади Карно в г. Сет

## Галерея

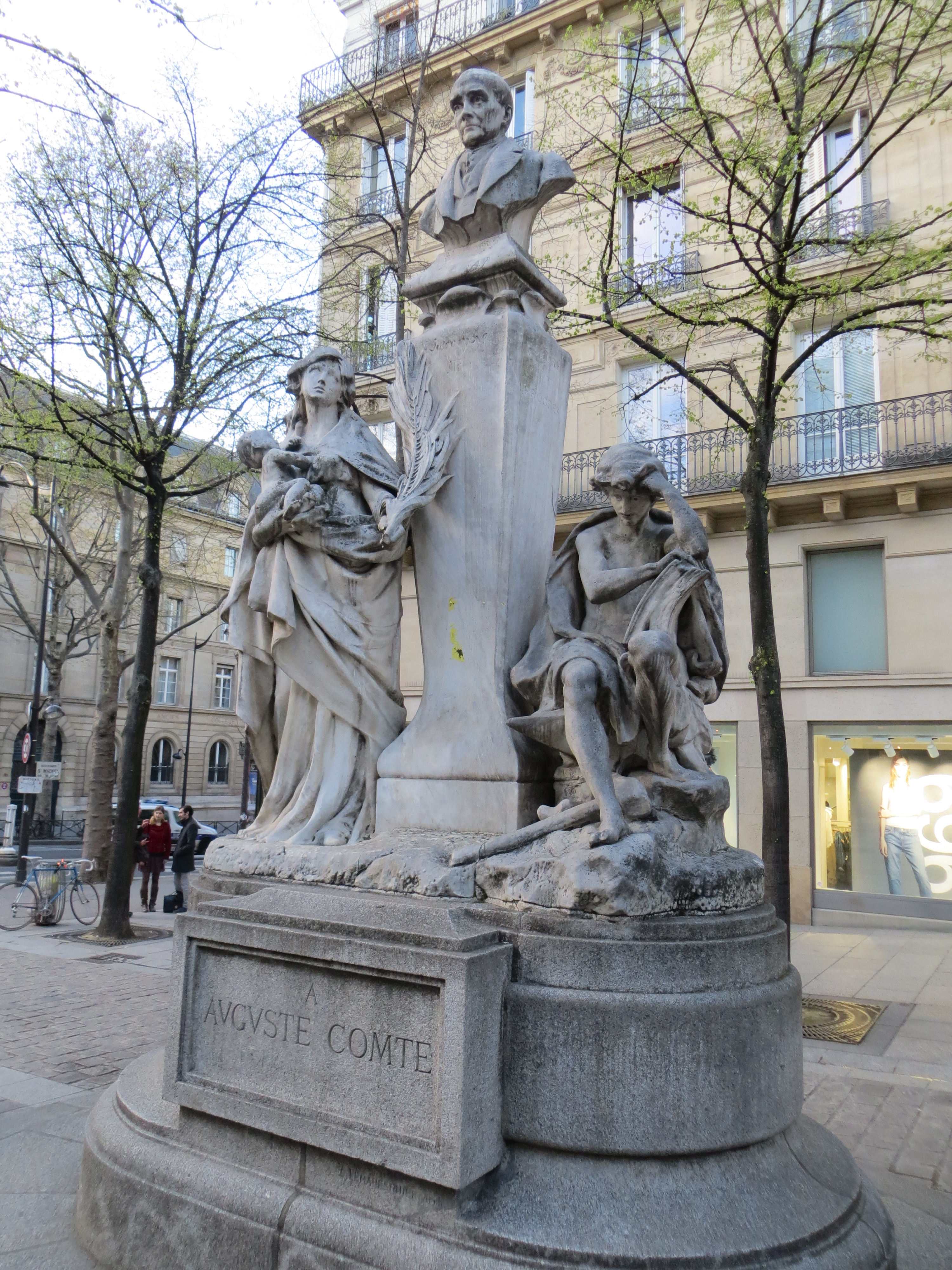
Памятник Огюсту Конту в Париже
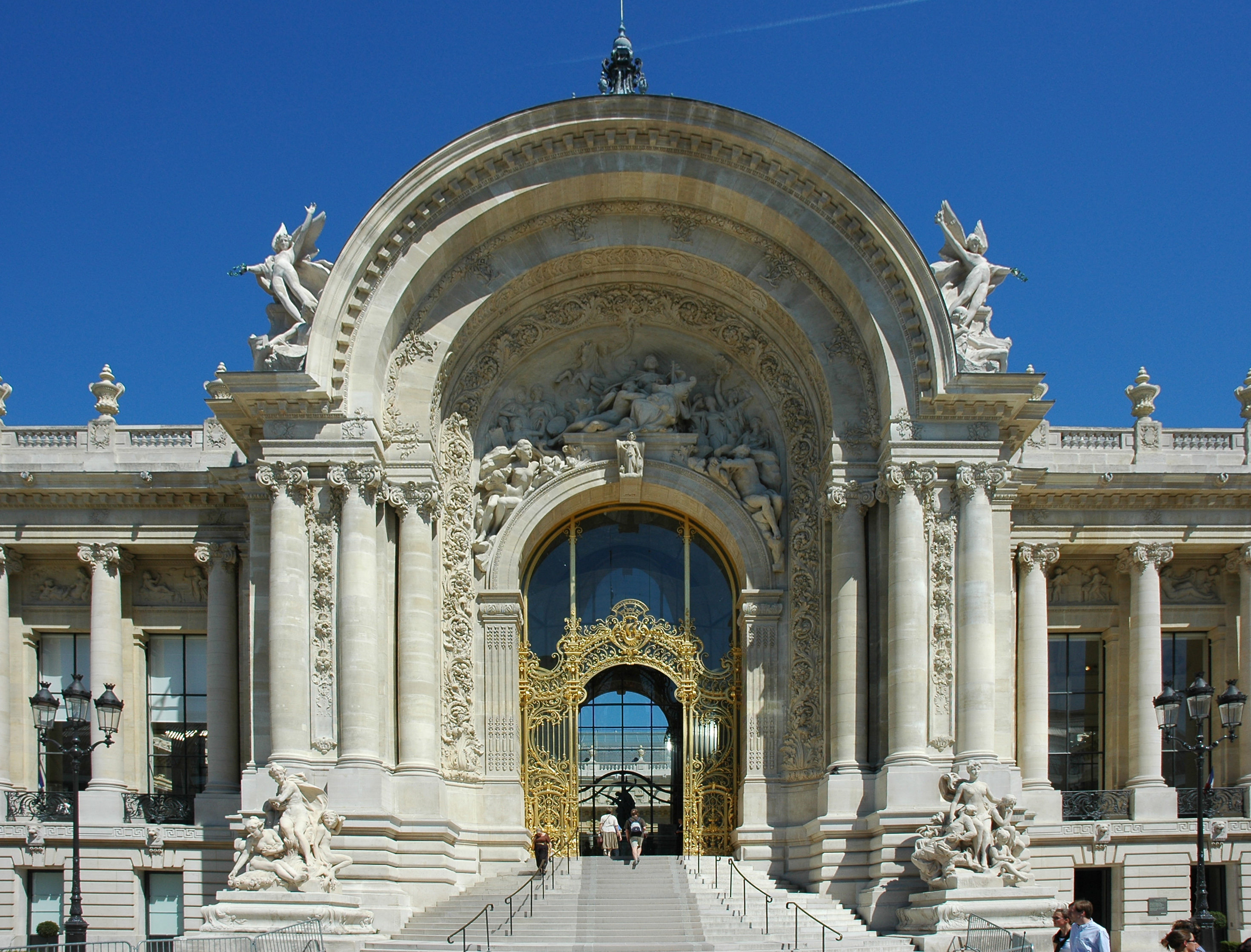
Вход в Малый дворец (Париж)
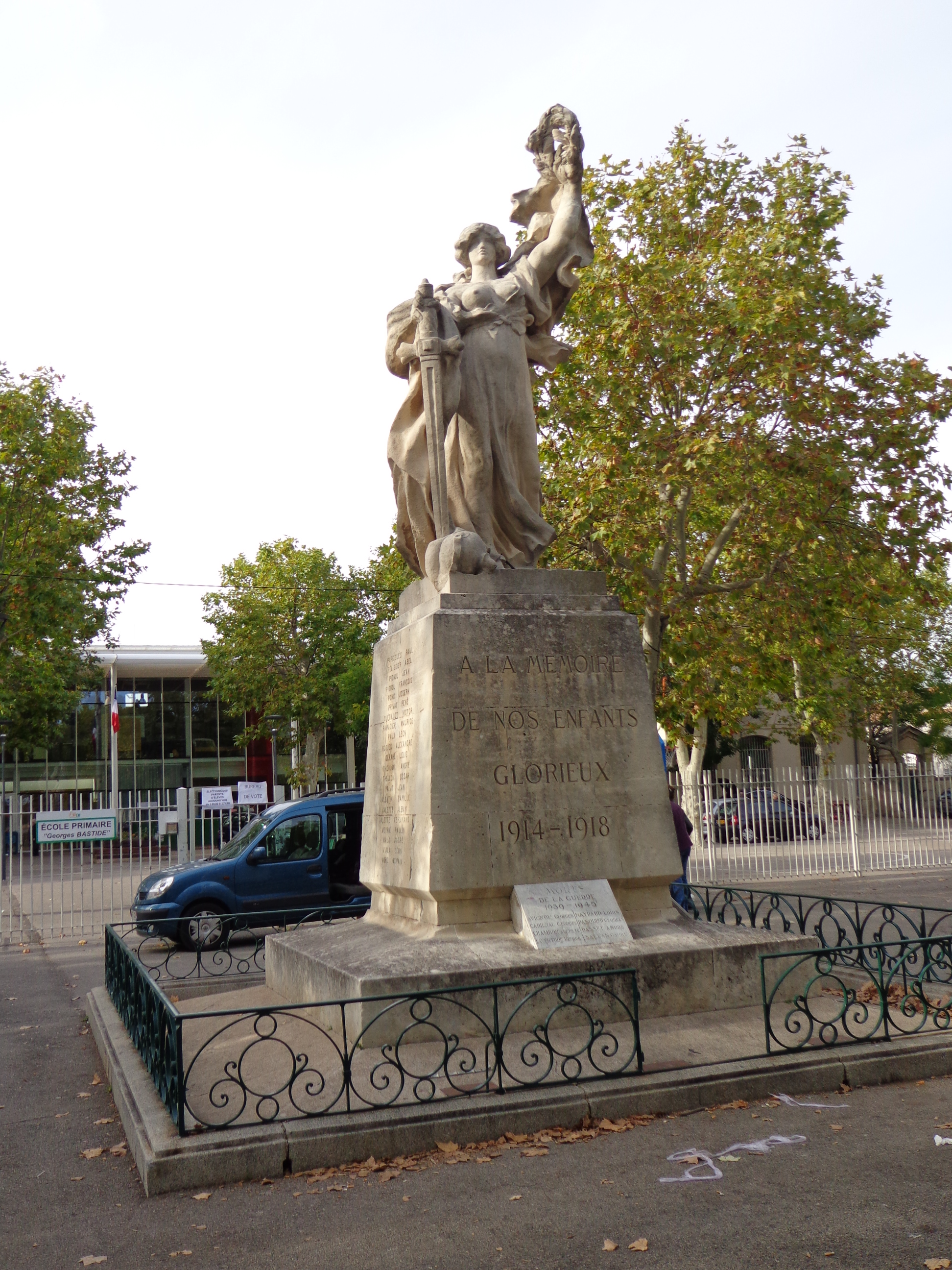
Памятник павшим в годы Первой мировой войны в г. Курнонтерраль
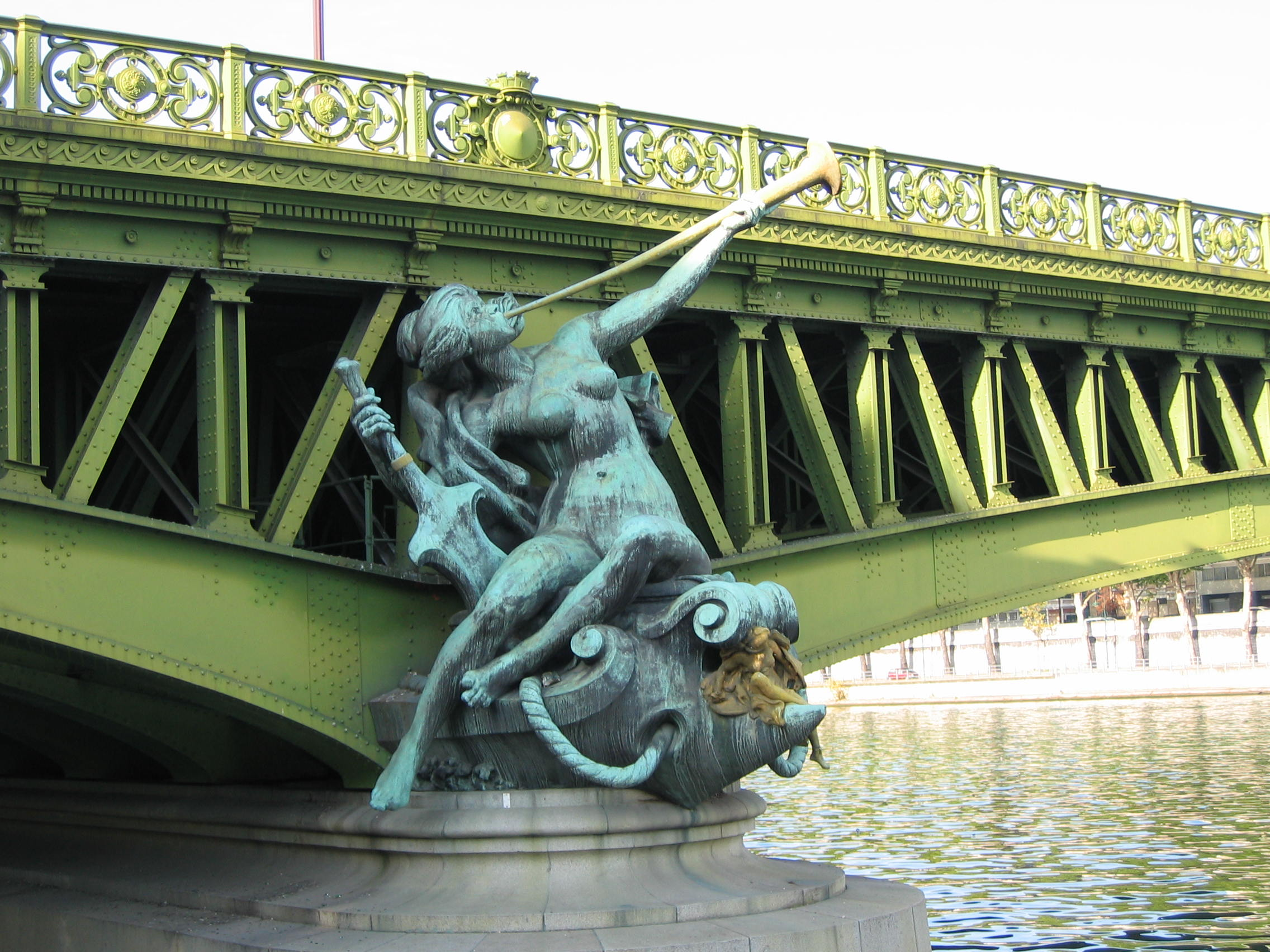
Аллегория «Изобилие» на мосту Мирабо
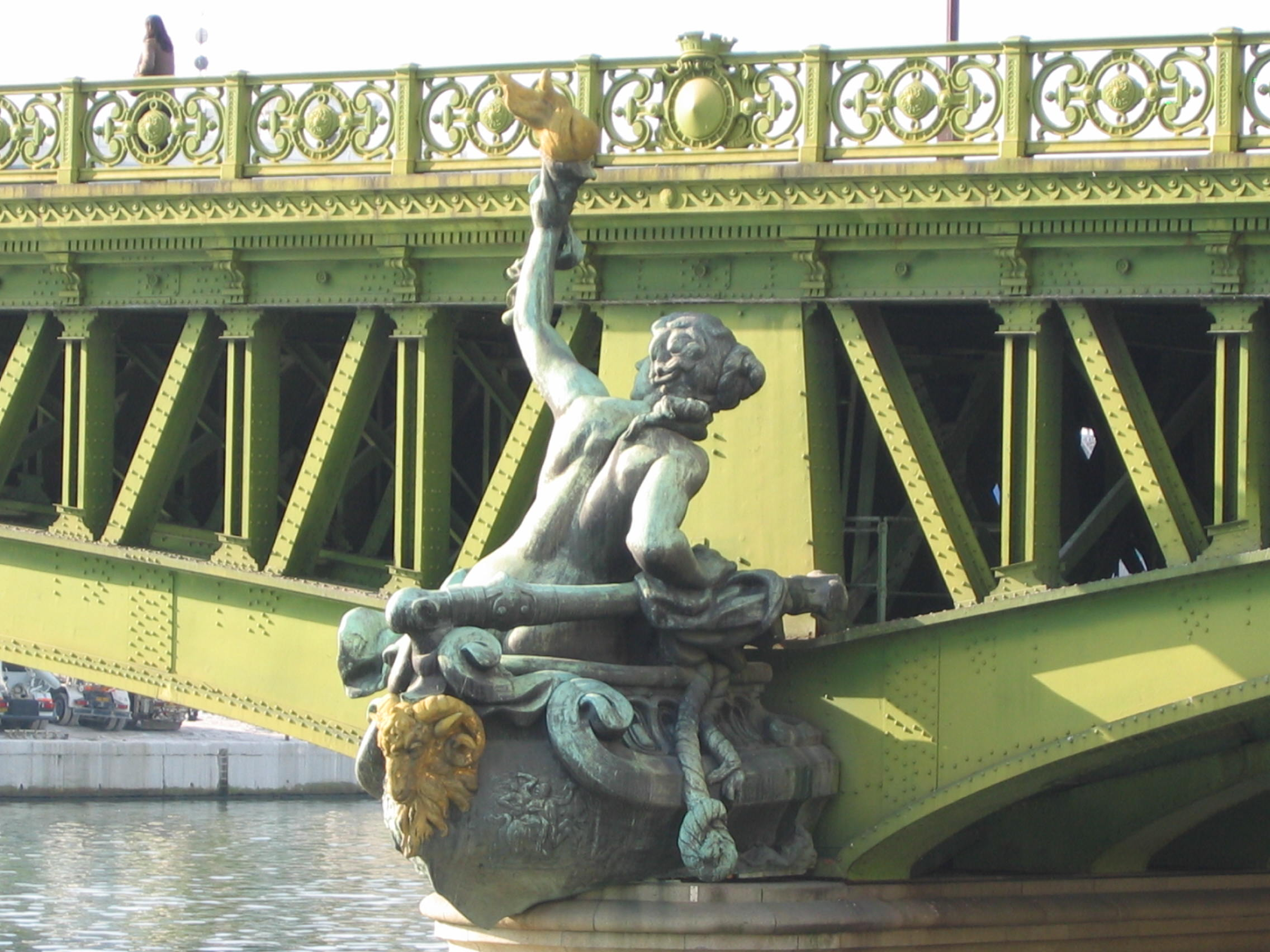
Аллегория «Навигация» на мосту Мирабо
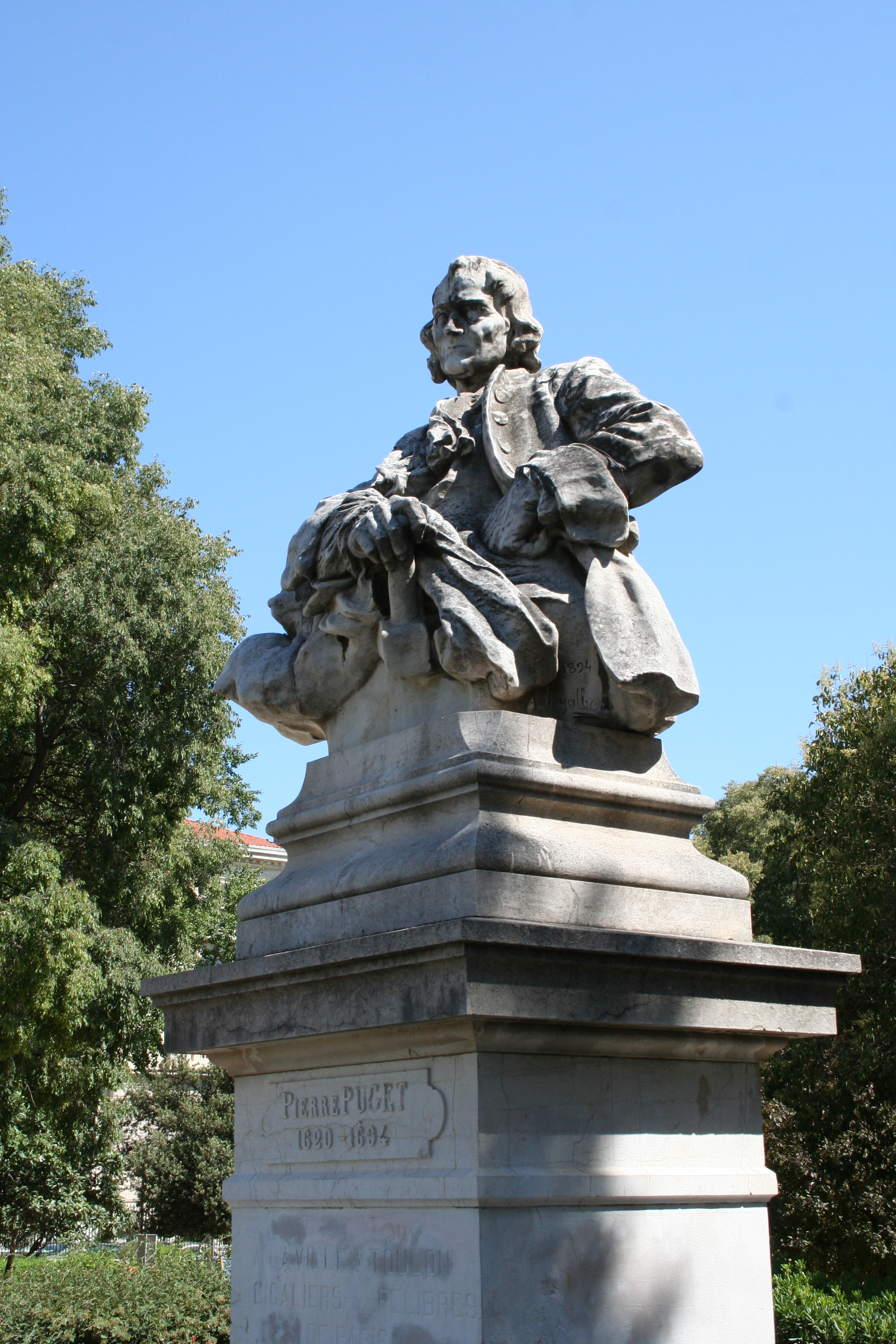
Памятник Пьеру Пюже в Тулоне